# 가와카미촌 (에히메현 니시우와군)
가와카미촌(川上村)은 에히메현 니시우와군에 설치된 촌이다. 